# Яценко, Николай Лаврентьевич

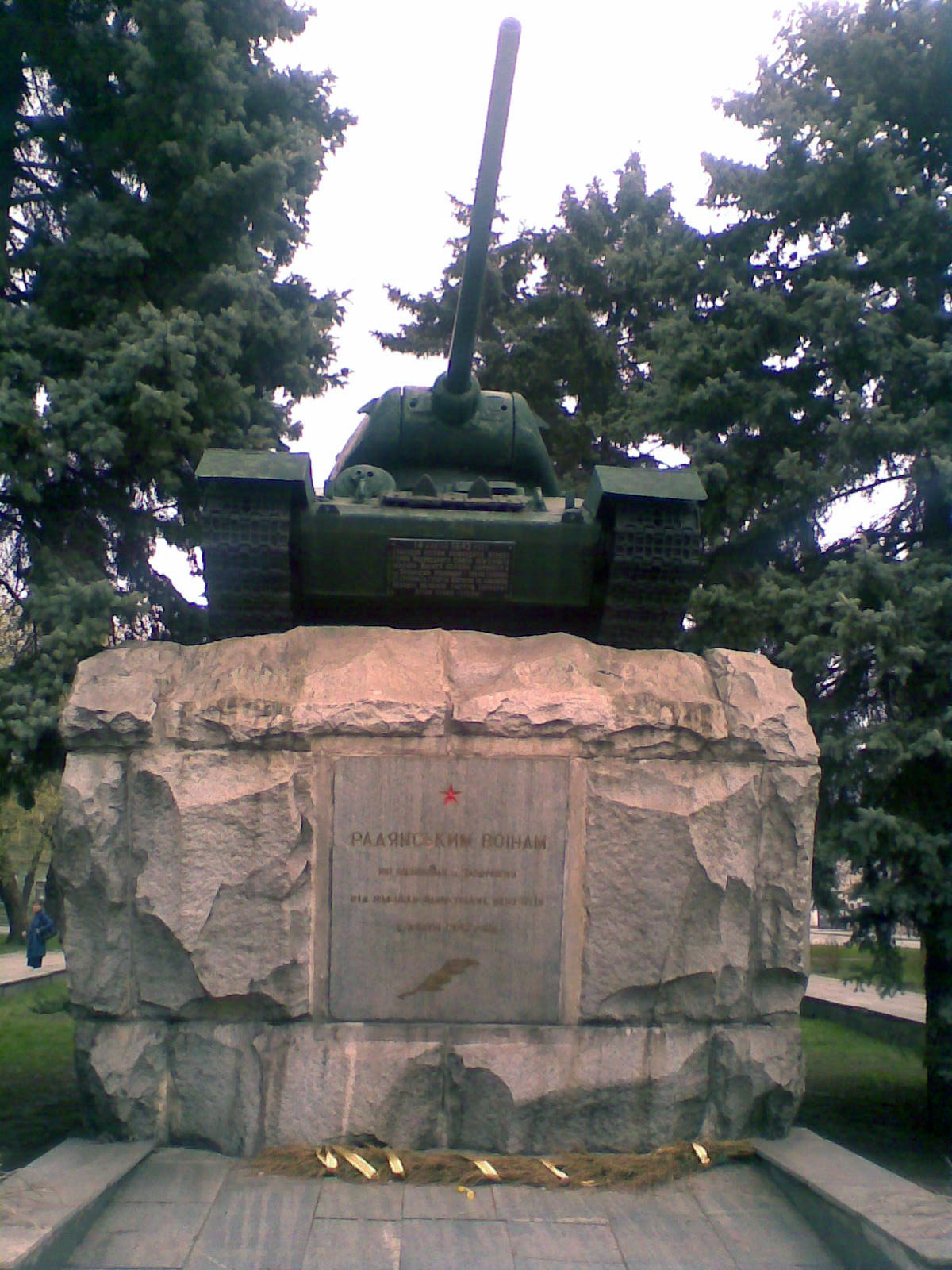
Памятник советским воинам в память об экипаже Яценко в Запорожье

Никола́й Лавре́нтьевич Яце́нко (19 мая 1923, с. Засосна, Воронежская губерния — 14 октября 1943, Запорожье) — участник Великой Отечественной войны, командир взвода 39-й танковой бригады 23-го танкового корпуса Юго-Западного фронта, Герой Советского Союза, лейтенант.

## Биография
Родился 19 мая 1923 года в селе Засосна (ныне Красногвардейского района Белгородской области) в семье крестьянина. Русский. Окончил среднюю школу. В Красной Армии — с 1941 года. В том же году окончил Майкопское военное танковое училище. На фронте с 1942 года.
После того, как город был очищен от фашистов, к вечеру 14 октября 1943 года было сообщено, что первым с юга ворвался в город Запорожье и принял бой с самоходками врага комсомольский экипаж с командиром лейтенантом Яценко. Уже горящими они радировали комбату: «Мы горим, но у нас ещё есть снаряды и пока мы живы будем громить врага». Это были последние слова лейтенанта Яценко своему командиру. За этот подвиг Яценко было присвоено звание Героя Советского Союза посмертно. Остальные члены экипажа были награждены орденами.
В этих боях экипажем танка лейтенанта Яценко было уничтожено 4 танка и самоходных установок, 6 орудий и миномётов, 7 пулемётов, 7 автомашин, 10 огневых точек и свыше 100 фашистских солдат и офицеров.

## Награды
Указом Президиума Верховного Совета СССР от 22 февраля 1944 года «за мужество, отвагу и героизм, проявленные в борьбе с немецко-фашистскими захватчиками», лейтенанту Яценко Николаю Лаврентьевичу посмертно присвоено звание Героя Советского Союза.
Награждён орденами Ленина, Отечественной войны 1-й степени.
Приказом Министра обороны СССР от 27 мая 1958 года навечно зачислен в списки танкового полка.

## В воспоминаниях современников
На рассвете 14 октября механизированный корпус генерала Н. И. Руссиянова с боем вышел к центру города. Но ещё раньше, используя темноту, туда же прорвались и некоторые подразделения 39-й танковой бригады 23-го танкового корпуса. Командир взвода лейтенант Л. Н. Яценко вихрем промчался на своём танке по улицам Запорожья, подбил четыре немецких танка, раздавил шесть орудий и миномётов, семь пулемётов с расчётами. За этот подвиг лейтенанту Николаю Лаврентьевичу Яценко было присвоено звание Героя Советского Союза.— Герой Советского Союза генерал армии Хетагуров Г. И. Исполнение долга. — М.: Воениздат, 1977. — С. 125.

## Память
- На родине Н. Л. Яценко установлен бюст, его именем названа улица и школа в селе Засосна.
- В Запорожье на площади Университетской установлен танк Т-34-85 в честь подвига экипажа Н. Л. Яценко, именем Яценко названа улица в Вознесеновском районе города Запорожья[3].
- В 1983 году Яценко был зачислен в состав бригады вязальщиков Запорожского электроаппаратного завода[4].